# SJソーラーつくば発電所
SJソーラーつくば発電所（エスジェイソーラーつくばはつでんしょ）は、茨城県つくば市水守（みもり）にある太陽光発電所。農地に架台を設置することで、農業を行いながら太陽光発電も行うソーラーシェアリング（営農型太陽光発電）型の発電所であり、ソーラーシェアリングでは日本国内最大である。発電事業は中国企業・上海電力の日本法人である上海電力日本が出資するSJソーラーつくばが担い、農業生産は地元農家が行う。

## 特色
かつて芝を栽培していた耕作放棄地を利用した太陽光発電所で、地表面から最低2 mの高さにソーラーパネルを設置することで、発電しながら地表面で農業を行うことができる。発電所の面積は54 ha、発電量は35.4729 MWであり、日本最大のソーラーシェアリングである。この発電能力は茨城県の発電所の中で第19位、うち太陽光発電所の中では第5位である。
ソーラーパネルは、一般的な60セル（265 W）のものを横置き5列・4段に並べたものを1アレイ（設置単位）とし、これを設置角15度、最低2 mの高さの杭基礎4本で設置した。杭基礎同士の間隔は約3 mあるため、ソーラーパネルの下をトラクターが通行することができる。また、アレイとアレイの間隔は2.2 mとり、地面の遮光率を50%にしている。発電事業は上海電力日本が手掛け、杭基礎部分の農地とソーラーパネルが架かる農地上空を借用する形で、農業生産法人水杜の郷（みもりのさと）に賃料を支払う。実際の運営保守（O&M）は上海電力日本と契約したアドラーソーラーワークスが担当する。
農業は、地元農家などで結成する農業生産法人水杜の郷が行う。水杜の郷は2014年に発足し、従業員は20人であるが、繁忙期には200人の臨時雇用を行う。ソーラーパネルによる遮光率が50%に達するため、稲作はできず、半分日陰でも生育できる朝鮮人参、アシタバ、パクチーなどを栽培する。主力の朝鮮人参は苗の植え替えを繰り返す必要があるため、2020年秋に初出荷ができる予定である。
水杜の郷は上海電力日本から賃料を得ながら営農する。農家が受け取る賃料は一般的な農地の10倍とされ、これに売電収入の一部と営農収入が加わることから、総収入が数倍になったとされる。

## 歴史
つくば市水守では、芝栽培が盛んであったが、ゴルフ場の減少などにより需要が減少し、耕作放棄地が増加していた。そこで地元農家はメガソーラー企業への土地の賃借を検討し始めた。一方、日本政府は東日本大震災を契機として再生可能エネルギーの利用を促進する政策を進めてきた。太陽光発電はエネルギー効率が悪く、日本政府による買い取り額が年々低下する中で、日本企業は参入に躊躇（ちゅうちょ）したが、中国系企業は参入しやすくなったとして積極的に事業に乗り出した。日本の大手コンサルタントが最初にソーラーシェアリングを持ちかけたものの、金融機関が融資を断ったため計画は白紙化し、上海電力日本と連携することを決定した。上海電力日本はつくば市で事業を行うため「SJソーラーつくば」という会社を立ち上げ、上海電力日本の社長がSJソーラーつくばの社長を兼務した。社名のSJとは、上海電力日本の略称であり、出資比率は上海電力日本が7割、水杜の郷が3割である。地元農家は耕作放棄地の再生を望んでおり、10 aあたり10万円の賃料が支払われることや、営農と発電で雇用が創出されることから上海電力日本の事業計画を受け入れることにし、地権者160人が承認した。
2015年4月に上海電力日本は東京電力と36円/kWhで売電する契約を締結した。つくば市は、農業を行うという前提で太陽光発電事業を許可した。2016年4月に起工式を挙行し、式典には駐日中華人民共和国大使館の公使も出席した。上海電力日本による投資額は130億円に上り、稼働後の年間販売額を10億円と目算した。
2019年は多くの台風が関東地方に上陸したが、ソーラーパネル2、3枚が傷ついた程度で大きな被害はなかった。

## 課題
外資系企業が日本で太陽光発電事業に取り組む場合、発電所が稼動すると売却することが多いが、上海電力は電力会社であり、発電を目的として投資しているため売却は考えておらず、地域と共生しながら事業を永続していきたいと表明している。中国系企業の場合、真の目的は日本の土地を取得することであるという説がある。発電事業は名目に過ぎず、（FITの切れる）20年後に地権者へ土地買収を打診するのではないかと注視するつくば市議会議員も存在する。地権者の1人は農業が軌道に乗っている限りは農地を売却する心配はなく、上海電力日本とはウィンウィンの関係だとコメントしている。上海電力日本はつくば市以外に福島県西郷村、栃木県那須烏山市、大阪南港、兵庫県三田市でも発電所建設のために土地取得を行っており、警戒感を持つ人がいる。
これに対し中国系メディアは、2014年の上海電力日本の進出時に「黒船来航」と一部メディアで騒がれたものの、その後の同社の企業努力により「地域共生型の太陽光発電産業を打ち出した」、「耕作放棄地の農業を復活させた」と日本経済新聞や朝日新聞で取り上げられるまでになったと報道している。
発電所の造成工事では、当初工事請負契約をした地元の工務店が突然、SJソーラーつくばから契約を反故にされるという事件が発生した。